# 1529
Cette page concerne l'année 1529  du calendrier julien. Pour l'année 1529 av. J.-C., voir 1529 av. J.-C.
L'année 1529 est une année commune qui commence un vendredi.

## Événements
- 28 février : début de l'exploration du Venezuela par Ambrosio Alfinger mandaté par les banquiers Welser d’Augsbourg. Le 8 septembre, il fonde Maracaibo[1].
- 7-8 mars[2] : Ahmed Gragne est victorieux des Éthiopiens à la bataille de Chémbéra-Kourié (Shimbra Kure), mais ses troupes refusent de pénétrer plus profondément dans le pays.

- 22 avril : traité de Saragosse entre l’Espagne et le Portugal. La ligne de partage dans le Pacifique est fixée à l’est des Moluques. Les Philippines reviennent à l’Espagne. Les Espagnols abandonnent les Moluques au Portugal[3].
- 23 avril : dernière inscription connue de Krishna Deva Râya. Début du règne de Achyuta Deva Raya (en), empereur du Vijayanagar[4].

- Avril : Cabeza de Vaca quitte Malhado, dans la baie de Galveston où les Espagnols de l'expédition de Narváez ont fait naufrage en novembre 1528[5]. Il explore le Texas et le nord du Mexique jusqu’à la cordillère néovolcanique (fin en 1536).

- 6 mai : Bâbur remporte une victoire sur la rivière Gogra près de Patna[6]. Il abat la puissance des chefs afghans du Bihar puis fonde l’Empire moghol, avec Âgrâ pour capitale.

- 27 mai : Khayr ad-Din Barberousse prend le Peñon d'Alger aux Espagnols. Il fait raser la forteresse et emploie les pierres pour construire le môle du port d'Alger. La flotte turque en fait son refuge habituel dans cette partie de la Méditerranée[7].

- 26 juillet : à Tolède, Francisco Pizarro se voit accorder par Charles Quint des capitulations concernant le Pérou[8].

- 31 octobre : les Dieppois Jean et Raoul Parmentier, partis le 28 mars touchent Sumatra[9]. Ils ne rencontrent qu'un faible succès commercial mais leur arrivée inquiète les Portugais.

- 18 novembre : Nuno da Cunha prend son office de vice-roi de l'Inde portugaise (fin en 1538)[10]. Il attaque le territoire de Daman, qui n'est prise qu'en 1559[11].

- Début du règne du roi d'Ayutthaya Borommaracha IV (fin en 1533)[12]. Les conflits dans le Nord sont suspendus.

- En Mongolie, le khan Gengiskhanide Altan Khan tente de rétablir la paix et les échanges commerciaux avec la Chine. Mais il se heurte au refus des Ming qui tuent plusieurs de ses ambassadeurs à Pékin. Il entreprend alors des expéditions militaires contre la Chine, au nord du Shanxi et de le Hebei (fin en 1570). Dès 1529, il ravage la région de Datong[13].

- Le chah de Perse conquiert le Khorasan après sa victoire sur les Ouzbeks (fin en 1530)[14].

### Europe
- Crise agricole en Europe (1529-1531)[15].

- 5 février : un synode adopte la Réforme à Saint-Gall[16]. Joachim de Watt, dit Vadian, organise l’Église nouvelle.
- 9 février : le canton de Bâle passe à la Réforme à la suite de la prédication de Jean Husschin, dit Œcolampade[16].
- 2-7 février : synode d’Örebro, en Suède[17]. Suppression d’un certain nombre de rites traditionnels, en particulier les messes et les bénédictions pour les défunts.

- 17 avril : procès pour hérésie et exécution de Louis de Berquin sur ordre du Parlement en l’absence du roi de France[18].
- 19 avril : à la diète de Spire, Ferdinand Ier tente de revenir sur la liberté de religion des princes, entraînant le 25 avril la « protestation » de six princes et de quatorze villes, appelé pour cela protestants[19].
- 21 avril : les Alumbrados de Nouvelle-Castille Isabel de la Cruz, Pedro Ruiz de Alcaraz et Gaspar des Bedoya sont condamnés à la prison perpétuelle lors d'un auto da fe tenu à Tolède[20].
- 22 avril : paix de Saragosse entre l'Espagne et le Portugal[3].
- 25 au 27 avril : La Grande Rebeyne à Lyon, émeutes de subsistance contre la vie chère et le pain rare[15].
- Avril[21] : révolte aristocratique contre l’absolutisme en Suède (Västergötland)[22]. Les insurgés, dirigés par Tre Rosor (sv) et plusieurs évêques, réussissent à tenir quelque temps prisonniers le roi Gustav Vasa et sa sœur Margareta af Höya. La réaction des forces royales est rapide et la répression violente.
- Avril et mai : Martin Luther publie son Grand et son Petit Catéchisme[23].

- 10 mai : l'armée turque quitte Constantinople pour envahir la Hongrie[24].
- Mai : Gustav Vasa défend sa politique à la diète de Strängnäs. Il cesse de convoquer le Riksdag de Suède jusqu'en 1544[22].

- 1er et 21 juin, Londres : ouverture du tribunal ecclésiastique dans l’affaire de l’annulation du mariage d’Henri VIII et de Catherine d'Aragon (fin le 23 juillet). Henri VIII, s’est épris d’Anne Boleyn. Tous ses enfants sont morts, à l’exception de Marie, née en 1516 et la reine Catherine d'Aragon est trop âgée pour en avoir d’autres. Le pape Clément VII confie le dossier du divorce à deux légats, les cardinaux Wolsey et Campeggio. Le 21 juin, les légats entendent Henri et Catherine. La reine refuse toute conciliation et fait appel au pape qui refuse le divorce[25].
- 8-26 juin : guerre entre catholiques et protestants en Suisse. Paix de Kappel entre Zwingli et les catholiques suisses[26].
- 21 juin : défaite française du comte de Saint-Pol à la bataille de Landriano, près de Milan[27].
- 29 juin[28] : traité secret de Barcelone entre le pape et Charles Quint. Le pape accorde à l'empereur l'investiture du royaume de Naples et Charles s'engage à rétablir les Médicis à Florence[29]. L’État pontifical est consolidé et le pape et l’empereur s’allient contre les hérétiques et les musulmans.

- 2 juillet : l'armée allemande de Philibert de Chalon entre à L'Aquila, dans les Abruzzes[30]. Elle dépouille la ville de ses castelli et péages à quarante milles à la ronde.
- 18 juillet : le cardinal Thomas Wolsey voit son mandat de légat suspendu sous la pression de Charles Quint[31].
- 20 juillet : Jean Zapolya, entré en Hongrie avec l’appui de Süleyman Ier, lui rend hommage à Mohács[32].
- 27 juillet, Barcelone : régence en Espagne d’Isabelle de Portugal, épouse de Charles Quint (1529-1534 ; 1535-1537)[33].

- 2 août, Waltham Abbey : Thomas Cranmer gagne la faveur d’Henri VIII en lui suggérant de ne plus attendre l’annulation par Rome de son mariage avec la reine Catherine d’Aragon, mais de soumettre la question de la légalité de cette union aux érudits universitaires[34]. Cranmer est nommé archidiacre de Taunton, devient chapelain royal et obtient un poste dans la maison de sir Thomas Boleyn, comte de Wiltshire, père d’Anne Boleyn, noble anglaise qui allait devenir la seconde femme de Henri VIII[35].
- 5 août : paix de Cambrai ou paix des Dames, négociée par Louise de Savoie et Marguerite d'Autriche[27]. François Ier doit épouser Éléonore de Habsbourg (juillet 1530), céder le Tournésis et le bailliage de Hesdin, abandonner sa suzeraineté sur la Flandre et l’Artois et renoncer à ses droits sur l’Italie tandis que Charles Quint rend les enfants de France retenus en otage contre rançon, renonce à la Bourgogne, aux comtés d’Auxerre et de Mâcon, à la seigneurie de Bar-sur-Seine et aux villes de la Somme.
- 12 août : arrivée de Charles Quint à Gênes ;  il confirme l'indépendance de la ville[33].

- 8 septembre : Süleyman prend Buda après avoir ravagé la Hongrie, réinstalle Jean Zapolya sur le trône, puis marche sur Vienne [36].

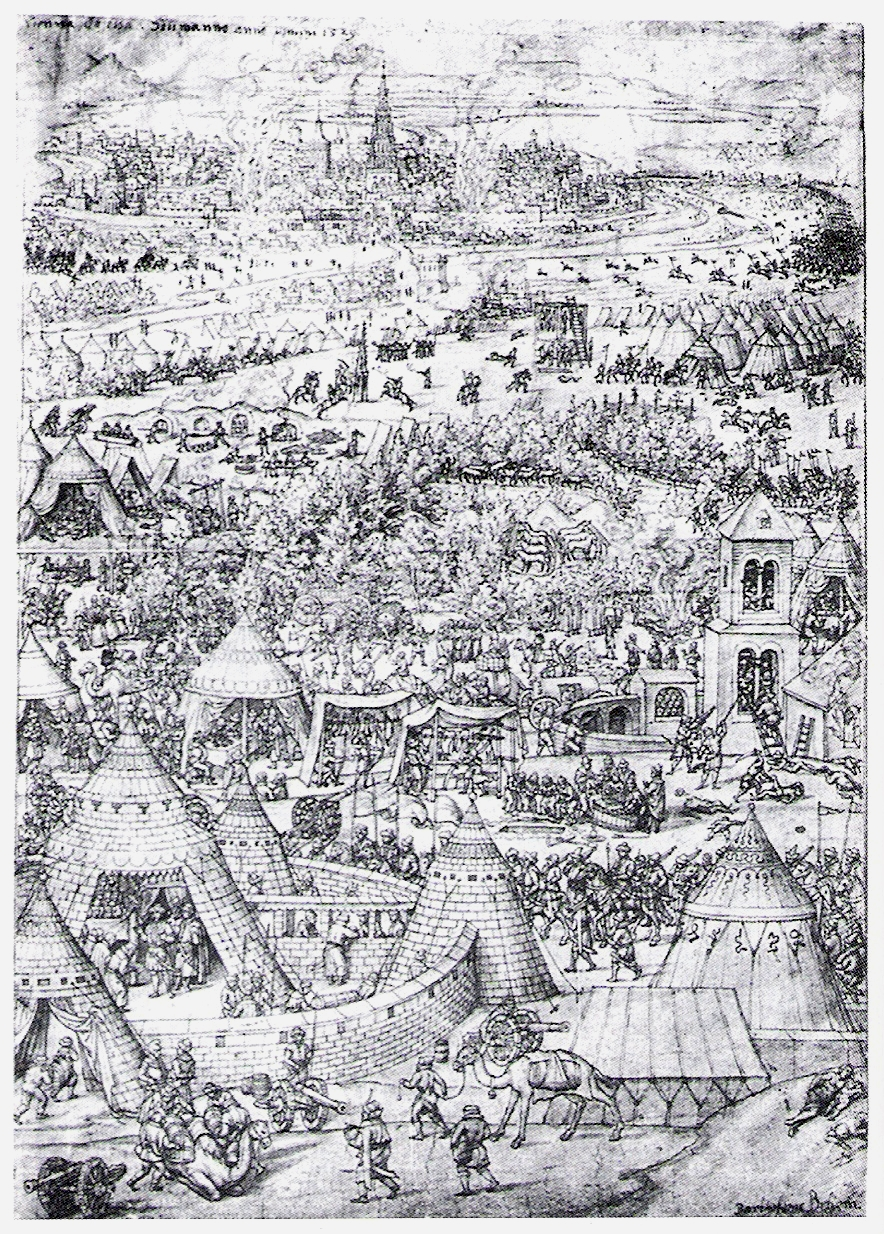
22 septembre-14 octobre : siège de Vienne

- 27 septembre-14 octobre : les Turcs Ottomans font leur premier siège de Vienne, mais leur avance en Europe est brisée. Après une dernière attaque repoussée le 14 octobre, ils lèvent le siège, découragé par les fortes pluies[24].
- 29 septembre : le premier statut de la Lituanie entre en vigueur[37].

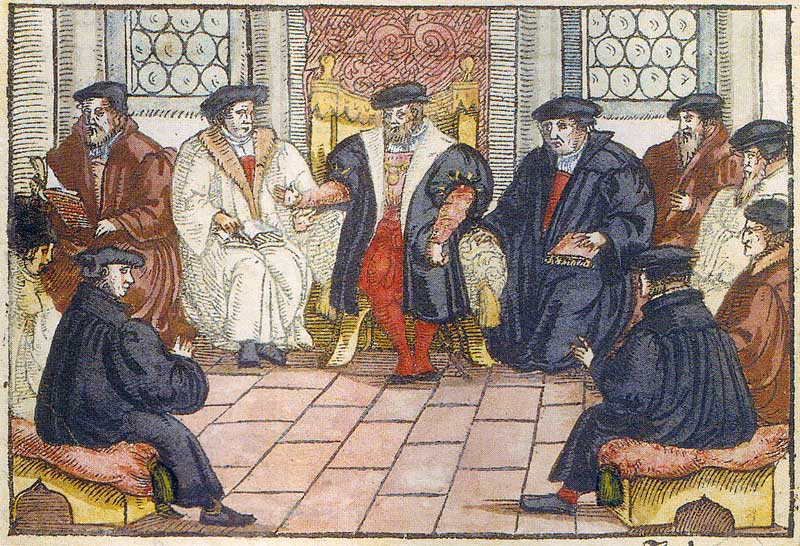
1er-4 octobre : colloque de Marbourg (gravure de 1557)

- 4 octobre : échec du colloque de Marbourg réuni par Philippe de Hesse. Luther, Brenz, Osiander et Melanchton s’opposent à Zwingli et à Œcolampade, tandis que Bucer, Hedion et Capiton s’efforcent à concilier les deux partis[38].
- 9 octobre : Henry VIII d'Angleterre congédie le cardinal Wolsey[39]. Après son échec dans l’affaire du divorce, sous la pression de ses ennemis, il est remplacé aux affaires par Thomas More et meurt peu après (1530).
- 24 octobre : début du siège de Florence par les Impériaux (fin le 10 août 1530)[40].
- 25 octobre : Thomas More est nommé Lord chancelier d'Angleterre[25]

- 3 novembre : réunion du Parlement d'Angleterre[25]. Le roi Henri VIII d'Angleterre lui demande de mettre un terme aux « abus » ecclésiastiques les plus flagrants, tel le cumul des bénéfices ou la non résidence des évêques (novembre 1529-mai 1532).
- 5 novembre : Charles Quint arrive à Bologne en Italie. Il rencontre le pape Clément VII pour effacer les séquelles du sac de Rome. Le 23 décembre, un traité rétablit la paix : Florence devient fief d’Empire. Le duché de Milan est rendu aux Sforza et reste fief d’Empire[41].

- Disette à Pérouse et dans ses environs[42].
- Hongrie : le comte de Wolf de Bazin fait brûler 30 Juifs pour « meurtre rituel »[43].
- Le marrane portugais Diego Perez, devenu Salomon Molkho, annonce le Messie pour 1539 à la suite de Reubeni (1525)[44]. Il voyage à Safed (Galilée), puis en Italie, où il est arrêté et brûlé vif à Mantoue en 1532.
- Le Petit Catéchisme de Luther est imprimé à Rouen[45].

## Naissances en 1529
- 3 mars : Alexandru II Mircea, prince de Valachie († 11 septembre 1577).

- 25 avril : Francesco Patrizi, philosophe vénitien († 6 février 1597).

- 7 juin : Étienne Pasquier, homme d'État, historien, humaniste, poète et magistrat français († 1er septembre 1615).

- 14 juin : Ferdinand de Tyrol, second fils de l'empereur germanique Ferdinand Ier et d'Anne Jagellon († 24 janvier 1595).

- 20 juillet : Henry Sidney, lord lieutenant d'Irlande, courtisan et homme politique († 5 mai 1586).
- 24 juillet : Charles II de Bade-Durlach, margrave de Bade-Durlach († 23 mars 1577).

- 30 août : Bernardo Davanzati, écrivain italien († 29 mars 1606).

- 8 octobre : Anthony Jenkinson, explorateur anglais († 16 février 1611).

- 11 décembre : Fulvio Orsini, humaniste, philologue, bibliothécaire et antiquaire italien († 18 mai 1600).
- 16 décembre : Laurent Joubert, médecin et chirurgien français († 21 octobre 1583).

- Date précise inconnue :
  - Akai Naomasa, samouraï de l'époque Sengoku de l'histoire du Japon († 8 avril 1578).
  - Akaike Nagatō, samouraï de l'époque Sengoku de l'histoire du Japon († 1568).
  - Asakura Kageaki, samouraï de la fin de l'époque Sengoku de l'histoire du Japon († 4 mai 1574).
  - François II d'Allonville d'Oysonville, militaire français († 1615).
  - Thomas de Jésus de Andrade, religieux portugais de l'ordre des Ermites de saint Augustin († 17 avril 1582).
  - Pomponne de Bellièvre, homme d'État français († 7 septembre 1607).
  - Sebald Buheler, peintre enlumineur et chroniqueur strasbourgeois († 1594).
  - Francisco Cabral, missionnaire jésuite portugais au Japon († 1609).
  - Barthélémy Cabrol, premier chirurgien d’Henri IV († juin 1603).
  - Jean Chaligny, fondeur français († 23 mars 1615).
  - Valerio Cigoli, sculpteur italien († 29 décembre 1599).
  - Guillaume Des Autels, poète et polémiste français († dans les années 1580).
  - Guy Du Faur de Pibrac, poète, magistrat et diplomate français († 27 mai 1584).
  - François Dubois, peintre français († 1584).
  - Anton Pietro Filippini, archidiacre, historien et chroniqueur italien († 1594).
  - Frédéric de Danemark, prince-évêque de Schleswig et évêque de Hildesheim († 27 octobre 1556).
  - Giambologna (de son vrai nom Jean de Boulogne), sculpteur maniériste flamand († 14 août 1608).
  - Honda Shigetsugu, samouraï de la période Sengoku et du début de l'époque Azuchi Momoyama, au service du clan Tokugawa († 9 août 1596).
  - Juan Huarte, médecin et philosophe espagnol († 1588).
  - Matthew Hutton, prince-évêque de Durham puis archevêque d'York († 1606).
  - Ichijō Kanefuyu, noble de cour japonais († 14 mars 1554).
  - Jean Bastier de La Péruse, poète et auteur dramatique français († 1554).
  - Matsura Takanobu, samouraï et 25e daimyo héréditaire du clan Matsura de Hirado († 1er avril 1599).
  - Sōma Moritane, samouraï de l'époque Sengoku de l'histoire du Japon, chef à la 15e génération du clan Sōma († 1601).
  - Takeda Nobukado, commandant samouraï de l'époque Sengoku de l'histoire du Japon († 30 mars 1582).
  - Valentin Otto, musicien allemand et thomaskantor à Leipzig († avril 1594).
  - Daniel Rantzau, militaire danois († 11 novembre 1569).
  - Bernardin de Saint-François, évêque français († 14 juillet 1582).
  - Jean-Frédéric II de Saxe, Duc de Saxe et de Saxe-Cobourg-Eisenach († 1595).
  - Jean Schenckbecher, jurisconsulte, diplomate et sénateur strasbourgeois († 1596).
  - Jean Taffin, théologien calviniste wallon et ministre francophone et néerlandophone († 15 juillet 1602).
  - Ukita Naoie, daimyo de l'époque Sengoku de l'histoire du Japon († 1er février 1582).

- Vers 1529 :
  - François Dubois, peintre français devenu genevois († 24 août 1584).
  - Antoine d'Estrées, militaire et aristocrate français († 11 mai 1609).
  - René de Goulaine de Laudonnière, explorateur français huguenot († 1574).
  - Cornelius Kiliaan, lexicographe, linguiste, traducteur et poète des Pays-Bas méridionaux († 15 avril 1607).
  - Olivier de Magny, poète français († vers 1561).
  - William Munday, compositeur anglais († 12 octobre 1591).
  - François III de Soyécourt, noble français († 19 juillet 1596).
  - Jacobus Vaet, compositeur franco-flamand († 8 janvier 1567).

- 1529 ou 1530 :
- Laurentius Petri Gothus, prêtre suédois, archevêque d'Uppsala († 12 février 1579).

## Décès en 1529
- 28 janvier : Pirro Gonzaga, cardinal italien (° 1505).

- 8 février : Baldassare Castiglione, écrivain et diplomate italien.

- 30 juillet : Guillaume de Marcillat, peintre vitrailliste français (° vers 1470).

- Date précise inconnue :
  - Girolamo Bonsignori, peintre italien (° 1472).
  - Gerino da Pistoia, peintre et dessinateur italien (° 1480).
  - Jan Provost, peintre hainuyer, actif à Bruges et Anvers (° vers 1465).
  - Andrea Sansovino, architecte italien (° 1467).
  - Wang Yang-ming, philosophe chinois de l'École de l'Esprit (° 1472).

- Vers 1529 :
- Alessandro Araldi, peintre italien (° vers 1460).